# そして誰もいなくなった
『そして誰もいなくなった』（そしてだれもいなくなった、原題: And Then There Were None）は、1939年にイギリスで刊行されたアガサ・クリスティの長編推理小説である。
本作の評価はクリスティ作品中でも特に高く、代表作に挙げられることが多い（詳しくは#ランキングを参照）。また、「絶海の孤島」を舞台にしたクローズド・サークルの代表作品であると同時に、見立て殺人の代表的作品とも評される（詳しくは#作風とテーマを参照）。
作者自身により戯曲化されている。また、ルネ・クレール監督の映画をはじめとして、多数の映画化作品や舞台化作品、テレビドラマ化作品がある（詳しくは#翻案作品を参照）。

## 概要
本作はアガサ・クリスティをベストセラー小説家にした作品の一つである。同著者の最も多く出版された作品で、1億冊以上が出版され、世界中のミステリ作品の中で最も販売されたベストセラー本であり、2009年時点で『聖書』を1位とするすべての書籍の中で6番目に多く販売されていた。
孤島の兵隊島を舞台にして、10人の登場人物が部屋に飾られていた童謡「十人の小さな兵隊さん」の詩になぞらえて殺されていく。10人全員が死亡することで題名どおりに『そして誰もいなくなった』事態を迎える。物語はエピローグに続き、警察の捜査では迷宮入りとなってしまった後に真犯人による独白手記が見つかり、真相が明かされることで終結する。
初期のイギリス版の題名はTen Little Niggersであったが、1940年にアメリカ版が出版された際にAnd Then There Were Noneとなった。日本語訳は1939年に雑誌『スタア』で清水俊二が「死人島」として連載したものが初出で、1955年6月に早川書房から『そして誰もいなくなった』として刊行された。

## あらすじ
1939年初版のテキストに対応している。
デボン州沖の小さな孤島に、招待状を受け取った8人が到着した。執事と料理人兼家政婦のトーマス・ロジャースとエセル・ロジャースが出迎える。彼らのホストであるユリック・ノーマン・オーエン (Ulick Norman Owen) とユナ・ナンシー・オーエン (Una Nancy Owen) は到着していない。
各客室には古い童謡が飾られており、皆が集まるダイニングテーブルには10体の人形の置物があった。夕食後、蓄音機のレコードが流される。そのレコードは、来客とロジャース夫妻10人が殺人の加害者もしくはその原因となったと告発する。
客は誰もオーエン夫妻を知らなかった。ウォーグレイヴ元裁判官は"U N Owen"という名前が"Unknown"をもじったものではないかと推測した。その後、青年マーストンは飲み物を飲み干すと、すぐに青酸カリにより中毒死する。アームストロング医師は、他の飲み物にシアン化合物が含まれていないことを確認する。
翌朝、ロジャース夫人がベッドで死んでいるのが発見され、さらに昼食時にはマッカーサー将軍も撲殺されて死んでいた。客たちは、死因が童謡の各行と一致していること、置物のうち3つがなくなっていることに気づく。
客たちは、オーエンが組織的に自分たちを殺害しているのではないかと疑い、島を捜索するがオーエンは見つからない。この島を無人で行き来した者はいないのだから、残った7人のうちの誰かが犯人に違いないと結論づけざるを得なくなる。翌朝、ロジャースは薪小屋で頭を斧で割られ、エミリー・ブレントは居間で毒物を注射されて死んでいるのが発見される。
ウォーグレイヴが全室を捜索するよう提案した後、ロンバートの銃がなくなっていることが判明する。ヴェラ・クレイソーンは自分の部屋に上がり、天井からぶら下がっている海藻がのどに触れて驚き悲鳴を上げる。残った客のほとんどが2階に駆け上がる。皆が1階に戻ってみると、ウォーグレイヴは額に銃弾を受け、裁判官の服装で粗末な姿をしていた。アームストロング医師は彼の死亡を宣告する。
その夜、ロンバードの銃が戻ってくる。ウィリアム・ブロア探偵は誰かが家を出ていくのを目撃する。アームストロングは自室を不在にしている。ヴェラ、ブロア、ロンバードの3人は結束を固め、家を出ることにする。食料を取りに戻ったブロアは、窓辺から押し出された熊の形をした大理石の時計で頭をつぶされて殺されてしまう。ヴェラとロンバードは海岸に打ち上げられたアームストロングの遺体を発見し、それぞれが相手の犯行に違いないと考える。
ヴェラは敬意を表して遺体を海岸から移動させることを提案するが、それはロンバードの銃を手に入れるための口実であった。ロンバードが銃に突進すると、彼女は彼を射殺する。ヴェラは心的外傷の状態で屋内に戻る。自室には天井から首縄が吊られ、踏み台となる椅子があった。そして童謡の最後の行にしたがって彼女は首を吊る。
後日、警察が島に到着すると、皆死んでいることが判明する。島の所有者であるアイザック・モリスらが招待客を手配し、録音を依頼したことが判明する。しかし、彼は招待客が到着した夜にバルビツール酸系過量服薬で死亡していた。警察は、被害者の日記と検視報告書をもとに、事件の顛末を再現していく。死亡時の状況や移動された物などから容疑者を絞り込むが、結局、犯人を特定することはできなかった。
しばらくして、トロール船の網に、告白文の入った瓶がかかる。ウォーグレイヴはその中で語る。刑事裁判官という職業を通じて殺人犯に死刑を宣告することで殺人の欲を満たしていた。しかし、退職後、末期の病気である今、私的な殺人計画を実行に移すことを決意した。
島へ向かう前、消化不良のモリスにバルビツール酸系を致死量投与した。そして、アームストロング医師の協力を得て、犯人の特定に役立つという口実で、銃で撃たれて死んだと偽った。アームストロングと他の客を殺し、警察を混乱させるためにヴェラが首を吊るための踏み台になった椅子を動かした後、自分の本当の死が客たちの日記に記録された自分の死の演出と一致するように、道具を使って自分の頭を撃って自殺した。

## 登場人物
オーエン夫妻
孤島の持ち主。
夫はユリック・ノーマン・オーエン (Ulick Norman Owen)、妻はユナ・ナンシー・オーエン (Una Nancy Owen) と名乗って、招待客への招待状の差出人になっている。
アンソニー・ジェームズ・マーストン
遊び好きで生意気な青年。
謎の声によると、危険運転で2人の子どもを轢き殺した。
エセル・ロジャース
オーエンに雇われた召使で料理人。トマスの妻。
謎の声によると、以前仕えていた高齢の独身婦人の心不全の発作に際し、救護せず、消極的に殺害し遺産を手に入れた。
ジョン・ゴードン・マッカーサー
退役した老将軍。
謎の声によると、大戦の際に妻の愛人だった部下を故意に死地に追いやった。
トマス・ロジャース
オーエンに雇われた召使。エセルの夫。
謎の声によると、妻と共謀して当時の雇用主を心不全に追いやり、その遺産を手に入れた。
エミリー・キャロライン・ブレント
キリスト教の信仰に篤い、厳格な老婦人。
謎の声によると、雇っていた10代のメイドの妊娠が発覚した際、彼女を自殺に追い込んだ。
ローレンス・ジョン・ウォーグレイヴ
著名な元判事。
謎の声によると、多くの者が被告の無実を確信していた殺人事件で、陪審員を誘導して不当な死刑判決を出した。
エドワード・ジョージ・アームストロング
医師。
謎の声によると、酔ったまま手術をして患者を死なせた。
ウィリアム・ヘンリー・ブロア
元警部の探偵。
謎の声によると、犯罪組織から賄賂を受け取って法廷で嘘の証言を行い、無実の男に銀行強盗および殺人の罪を着せた。
フィリップ・ロンバード
元陸軍大尉。
謎の声によると、東アフリカで部下の先住民を見捨てて食糧を奪い、21人を死なせた。
ヴェラ・エリザベス・クレイソーン
教師。
謎の声によると、家庭教師をしていた病弱な子供に、泳げるはずのない距離を泳ぐことを許可して溺死させた。
フレッド・ナラカット
孤島への船を操縦した人物。
食事等も彼が運んでくる予定であったが、結局姿を現さなかった。
アイザック・モリス
オーエン夫妻の代理として、孤島の売買や管理を手配していた。
トマス・レッグ卿
ロンドン警視庁副警視総監。

## 十人の小さな兵隊さん

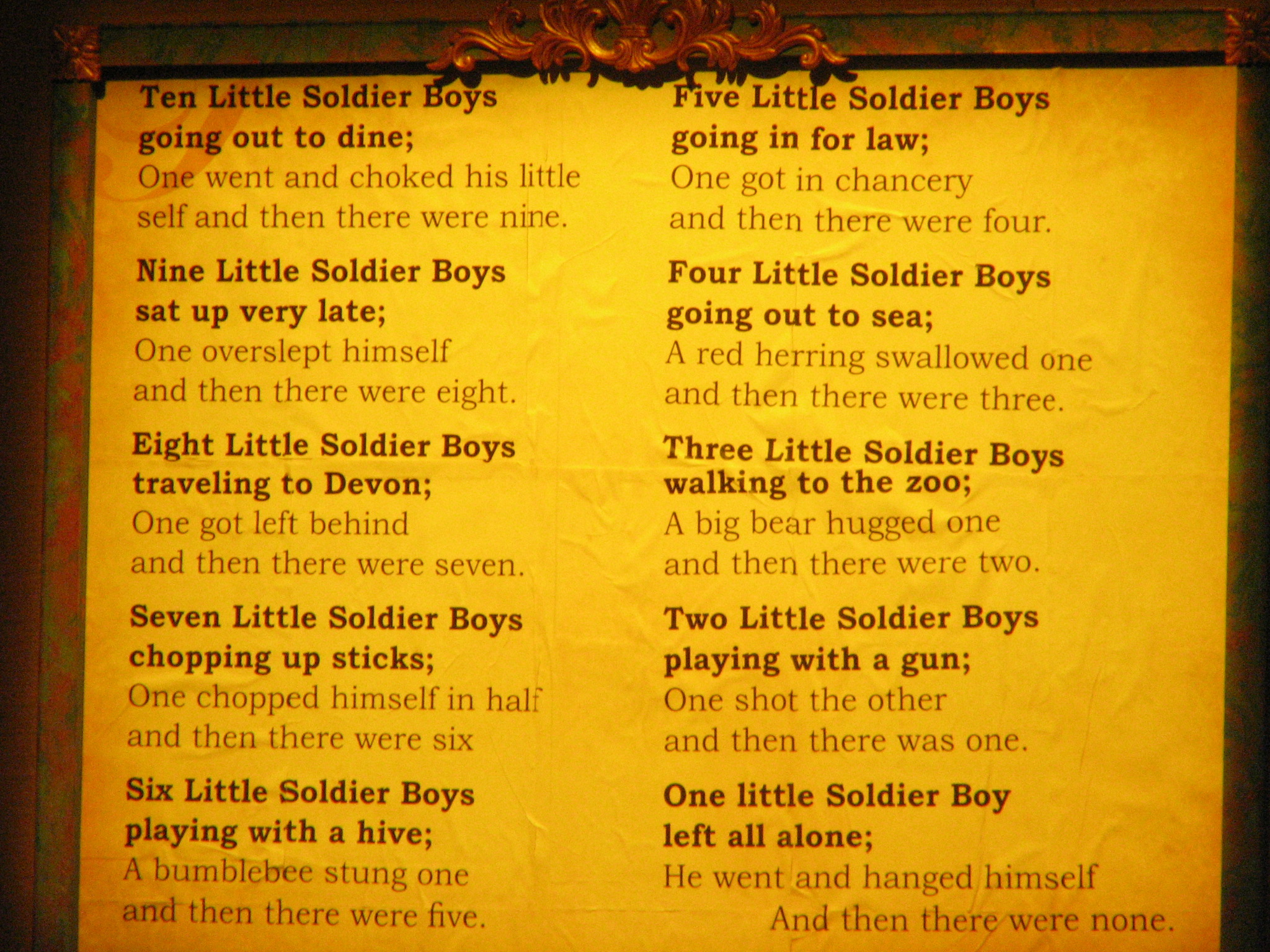
作品内で登場するTen Little Soldier Boys

「十人の小さな兵隊さん」（英: Ten Little Soldier Boys）は、作中に登場する童謡である。
詩は、マザーグースの1つとして分類される童謡「10人のインディアン」を元としている。童謡の作者が明らかなため厳密にはマザーグースではないという見方もある。原曲のTen Little Injunsは、1868年にアメリカのセプティマス・ウィナーがミンストレル・ショー向けに作詞・作曲したが、1869年にはイギリスのフランク・グリーンが全ての行で韻を踏んだ歌詞に書き換えたTen Little Niggersを作成している。その後も歌詞やリズムの改変が続き、現代の「10人のインディアン」は原曲と比較すると別物になっている。
『そして誰もいなくなった』の初版ではフランク・グリーンのTen Little Niggersが使われていたが、歌詞の改変が何度か行われて最終的にアガサ・クリスティのオリジナルの詞となり、題名をTen Little Soldier Boysとして歌詞も原曲のものとも現代のものとも異なっている。
19世紀に作詞されたセプティマス・ウィナーおよびフランク・グリーンの歌詞は以下の通りである。
| Ten Little Injuns (セプティマス・ウィナー、1868年) | Ten Little Niggers (フランク・グリーン、1869年) |
| --- | --- |
| Ten little Injuns standin' in a line, One toddled home and then there were nine; Nine little Injuns swingin' on a gate, One tumbled off and then there were eight. Refrain : One little, two little, three little, four little, five little Injuns boys, Six little, seven little, eight little, nine little, ten little Injuns boys. Eight little Injuns gayest under heav'n, One went to sleep and then there were seven; Seven little Injuns cutting up their tricks, One broke his neck and then there were six. Six little Injuns kickin' all alive, One kick'd the bucket and then there were five; Five little Injuns on a cellar door, One tumbled in and then there were four. Four little Injuns up on a spree, One he got fuddled and then there were three; Three little Injuns out in a canoe, One tumbled overboard and then there were two. Two little Injuns foolin' with a gun, One shot t'other and then there was one; One little Injuns livin' all alone, He got married and then there were none. | Ten little nigger boys went out to dine One choked his little self, and then there were nine. Nine little nigger boys sat up very late One overslept himself, and then there were eight. Eight little nigger boys traveling in Devon One said he'd stay there, and then there were seven. Seven little nigger boys chopping up sticks One chopped himself in half, and then there were six. Six little nigger boys playing with a hive A bumble-bee stung one, and then there were five. Five little nigger boys going in for law One got in chancery, and then there were four. Four little nigger boys going out to sea A red herring swallowed one, and then there were three. Three little nigger boys walking in the zoo A big bear hugged one, and then there were two. Two little nigger boys sitting in the sun One got frizzled up, and then there was one. One little nigger boys living all alone He went and hanged himself and then there were none. |

## 作風とテーマ

### クローズド・サークル
本作はクローズド・サークルの代表作としてよく挙げられる。本作以前にもクローズド・サークルを舞台にした作品はいくつか存在するが、それらの作品よりも「クローズド・サークルらしさが際立っている」ことから代表作として挙げられることが多い。
また、同じくクリスティの代表作である『アクロイド殺し』のように叙述トリックの要素が用いられている。本作は第三者視点で描かれ、さらに登場人物の心中も直接明らかにされるが、この中で犯人の（その偽装死も含めた）描写は、巧妙な文章によって読者が誤解を招くように表現されている（翻訳版に関しては訳の問題上この限りではない）。

### 見立て殺人
本作の連続殺人は童謡「十人の小さな兵隊さん」になぞらえた見立て殺人である。童謡の詩が各招待客の部屋に飾られており、10体の兵隊の人形がダイニングルームに飾られている。見立て殺人はその性質から、詩の筋立て通りに殺人が遂行される、対となっている人形の破壊で殺人の遂行が認知されるなど、異様な不気味さを演出させる。
登場人物は詩の1文を順になぞらえて殺されていき、その度に人形が破壊・紛失されていく。殺害手法は毒殺、撲殺、射殺などの詩とは関係のないものであるが、小道具や衣装、場所を細工することで詩の1文に併せている。本作では真犯人に詩と人形を対にした見立て殺人を遂行させており、最後の1人となったヴェラ・エリザベス・クレイソーンは部屋に用意されていた首吊りロープを見て最後の人形を落として壊してしまったことにより、詩の最後の1文を自ら遂行している。

### 3つの伏線
作中に真犯人がローレンス・ジョン・ウォーグレイヴであることを暗示する読者に対する3つの伏線があり、最後に明かされるウォーグレイヴの犯行手記では他の登場人物たちがU. N. Owenの正体を暴くことが出来る3つのヒントとして記されている。
1つ目のヒント
第一のヒントは、夕食後にレコードで告発された罪状の真偽である。ウォーグレイヴ判事は、ある裁判で陪審員を誘導して不当に死刑判決を出したという噂が広まっていたが、死刑執行後に有罪を裏付ける証拠が見つかっており、U. N. Owenが島へ招待する条件としていた「罪のない者を殺害した」という罪状には当てはまらない。そのため、ウォーグレイヴはゲストとして島に居たのではない、つまり、ホストとして島に居たことを暗示している。
2つ目のヒント
第二のヒントは、燻製ニシン（英: Red Herring）の「人の気をそらすもの」という慣用句的な意味である。童話の6番目の歌詞「A red herring swallowed one」になぞらえられたアームストロング医師は誰か（真犯人）に欺かれたということを暗示している。誰もが疑心暗鬼にある状況下で彼が信用しうるのは顔見知りのウォーグレイヴ判事のみである。事実、ウォーグレイヴ判事の犯人探しのための偽装死亡に協力した直後に行方不明となり、ウォーグレイヴに巧妙に欺かれている。
3つ目のヒント
第三のヒントは、ウォーグレイヴ判事の顔にある「カインの刻印」である。カインの刻印は旧約聖書に登場するカインが神に付けられた印で、神がカインが誰からも殺されないように付けたものである。これはウォーグレイヴ判事は誰からも殺されていない、つまり、自殺したことを暗示している。

## 制作背景

### 出版歴
原作小説は、1939年6月6日から7月1日に、イギリスの新聞紙Daily Expressで題名Ten Little Niggersとして23話が連載された。舞台のモデルとなったデヴォンのバーフ島をイラストレーターPrescottが描いた絵が掲載されていた。連載中は章立てしたチャプターは存在していなかった。書籍としては、イギリスで1939年11月6日にコリンズ社「クライム・クラブ」から題名Ten Little Niggersで刊行された。さらに、翌1940年1月にアメリカでドッド・ミード社「レッド・バッジ・ミステリー」から題名And Then There Were Noneとして刊行された。
原作とその改訂版は、初版以降様々な題名で出版されており、1939年の原題のTen Little Niggers、1946年の戯曲や1964年のペーパーブックのTen Little Indians、Ten Little Soldiers、アガサ・クリスティー公式サイトで挙げられているAnd Then There Were Noneがある。イギリスでは1980年代まで原題のタイトルで出版されており、1985年に初めてAnd Then There Were Noneのタイトルがフォンタナのペーパーバック改訂版として採用された。

### 改題と改編
1939年の発表当時の原題はTen Little Niggers（10人の小さな黒んぼ）であった。これは作中に登場する童謡の題名を引用したものである。しかし、nigger（ニガー）は、アフリカ系アメリカ人に対する差別用語であり、黒人への差別表現に厳しいアメリカでは原題は不適切なものであった。
そのため米版は1940年の発行にあたって、題名をTen Little NiggersからAnd Then There Were Noneへ改題した。その後、1964年に話の鍵となる童謡をTen Little NiggersからTen Little Indiansへ、10体の人形は黒人の少年からインディアンの少年へ、島の名前はNigger Island（ニガー島、または黒人島）からIndian Island（インディアン島）へ改編した。しかし、インディアンもまた差別用語であるとして米版は、童謡をTen Little Soldiers（十人の小さな兵隊さん）へ、10体の人形は兵隊の少年へ、島の名前はSoldiers Island（兵隊島）へ改編した。
繰り返した改題と改編の結果、題名はTen Little NiggersからAnd Then There Were Noneへ、島名はNigger IslandからSoldier Islandへ、童話はTen Little NiggersからTen Little Soldier Boysへ、人形はLittle NiggerからLittle Soldierへ改題・改編された。
日本においても2010年発行の青木久恵訳クリスティー文庫版ではインディアン島は兵隊島、インディアンは小さな兵隊さん、インディアン人形は兵隊人形へと変更されている。

### 戯曲の顛末
童謡には歌詞が2通りあり、1つはフランク・グリーン作詞の「首を吊る」で、もう1つはセプティマス・ウィナー作詞の「結婚する」である。小説ではフランク・グリーンの歌詞が登場しているが、登場人物であるヴェラ・エリザベス・クレイソーンも2パターンの歌詞があることは認識している。
クリスティはこの2つの歌詞を利用して、自身が手がけた戯曲では小説と異なり生存者が存在する結末とした。舞台で登場人物すべてを殺すのはまずいとの配慮で結末が変更されたとされている。戯曲では最後に残ったヴェラに対して首吊りロープを準備したウォーグレイヴが登場し、事件の中で惹かれ合うようになったロンバードを疑心暗鬼の末に殺害した罪悪感を盾にヴェラに自殺を促すが、実はヴェラはロンバードを殺すことができず、愛し合うヴェラとロンバードを見て、ウォーグレイヴは計画の失敗を悟って自決するストーリーになる。映像化された幾つかの作品も戯曲版を基にしている。

## 社会的評価

### 批評
The Observerで1939年11月5日にモーリス・リチャードソンは、「アガサ・クリスティの最新作が出版社をヴァティック・トランスに送り込んだのは不思議ではない。しかし、『アクロイド殺し』と過度に比較しても『そして誰もいなくなった』はアガサ・クリスティの本当に恐ろしい最高傑作の1つと考えている。この作品を詳細に解説することは控えなければならず、穏やかな暴露でさえ誰かの衝撃を奪ってしまう可能性をはらんでいる。読者は純粋な批評が与えられるよりも興奮を新鮮に保たれることを望んでいると私は確信している。」と述べた。続けて、あらすじを解説した後に、「あらすじと登場人物だけを眺めることはアガサ・クリスティの作品を害する。プロットは高度に人工的であるかもしれないが、それは精密で、巧みに狡猾で、着実に構築されており、これらの燻製ニシンの虚偽（ミスリード）の解説は時に彼女の仕事を冒涜している。」と述べた。
The Times Literary Supplementで1939年11月11日にモーリス・パーシー・アシュリーは、「アガサ・クリスティの近年の作品には殺人犯罪はほとんど見かけない。死の規則性において確かに避けられない単調感が存在し、長編小説より新聞連載に適している。しかし、真犯人の名前を特定する巧妙なトリックが含まれている。」と述べ、続けて「それは正しく推理する非常に巧妙な読者にさせる」と述べた。
The New York Times Book Reviewで1940年2月25日にアイザック・アンダーソンは、「謎の声」が10人の過去の犯罪を告発してその結果が登場人物の死を招いたことに言及し、「あなたは信じられないだろうが読み進めると確かにそれが起きて、そしてさらに読み進めると信じられない出来事が次々と起きていく。全ての出来事が完全に不可能で、完全に魅力的である。それはアガサ・クリスティが今までに書いた中で最も難解なミステリであり、もし他の作家がその純粋なミステリを上回っているなら、その作家の名前は私達の記憶から忘却されている。私達は、もちろん、そのミステリのあるがままに論理的な物語を読んでいる。それは長い物語であるが、確かに起きた出来事だった。」と述べた。
小説家であり評論家のロバート・バーナードは、サスペンスと脅迫的な探偵物語を兼ね備えたスリラーと評し、閉ざされた空間での連続した殺人は本作では論理的な結論に至り、読者たちの不毛な推測や論争を回避していると述べた。そして、アガサ・クリスティの最も有名で最も人気のある作品の1つであると述べた。

### ランキング
1990年に英国推理作家協会が選出した『史上最高の推理小説100冊』で19位に評価されている。同著者作品では他に、5位に『アクロイド殺し』、83位に『死が最後にやってくる』が選出されている。
1995年にアメリカ探偵作家クラブが選出した『史上最高のミステリー小説100冊』の本格推理もののジャンルで1位、総合では10位に評価されている。同著者作品では他に、12位に『アクロイド殺し』、19位に『検察側の証人』、41位に『オリエント急行の殺人』が選出されている。
日本各誌の海外ミステリー・ベストテンでは、1975年『週刊読売』で2位、1985年『週刊文春』（東西ミステリーベスト100）で4位、1999年『EQ』で3位、2005年『ジャーロ』で3位、2006年『ミステリ・マガジン』で3位、2010年『ミステリが読みたい!』（海外ミステリ オールタイム・ベスト100 for ビギナーズ）で1位、2012年『週刊文春』（東西ミステリーベスト100）で1位と、近年においても高評価を維持している。
作者ベストテンでは、1971年の日本全国のクリスティ・ファン80余名による投票、および1982年に行われた日本クリスティ・ファンクラブ員の投票のいずれにおいても、本書は1位に挙げられている。
Entertainment Weeklyで2014年に「Nine Great Christie Novels」の1作に『そして誰もいなくなった』が挙げられた。
AGATHA CHRISTIE LIMITEDにより2015年に行われた「世界で一番好きなクリスティ・グローバル投票」で『そして誰もいなくなった』は1位に選出された。
The New York Timesで2020年に「The Essential Agatha Christie」の1作に『そして誰もいなくなった』が挙げられた。
1930年代のクリスティ作品を高く評価するジュリアン・シモンズは、その時期の代表作として推賞する5作のうちの1作に『そして誰もいなくなった』を挙げている。
クリスティ自身がお気に入り作品10作のうちのひとつに挙げている作品である。なお、この10作品に順位は付けられていない。

## 書誌情報

### 英語版
イギリスで出版された書籍、および、改編後の最初の書籍を以下に挙げる。
- Ten Little Niggers
  - Christie, Agatha (November 1939). Ten Little Niggers. London: Collins Crime Club. OCLC 152375426 Hardback, 256 pp. - 原作の初版
  - Christie, Agatha (1947). Ten Little Niggers. London: Pan Books (Pan number 4). Paperback, 190 pp.
  - Christie, Agatha (1958). Ten Little Niggers. London: Penguin Books (Penguin number 1256). Paperback, 201 pp.
  - Christie, Agatha (1977). Ten Little Niggers (Greenway ed.). London: Collins Crime Club. ISBN 0-00-231835-0 Collected works, Hardback, 252 pp.
- Ten Little Indians
  - Christie, Agatha (1964). Ten Little Indians. New York: Pocket Books. OCLC 29462459 - Ten Little Indiansとしての初版
- And Then There Were None
  - Christie, Agatha (1985). And Then There Were None. London: Fontana. OCLC 12503435 Paperback, 190 pp. - And Then There Were Noneとしての初版
  - Christie, Agatha (2016). And Then There Were None. William Morrow Paperbacks. ISBN 978-0062490377

### 日本語訳版
- 雑誌連載
  - 「死人島」、清水俊二=訳、スタア社（雑誌『スタア』）、1939年
- 小説版
  - 『そして誰もいなくなった』、清水俊二=訳、早川書房（ハヤカワ・ポケット・ミステリ 196）、1955年6月
  - 「そして誰もいなくなった」、清水俊二=訳、早川書房（『世界ミステリ全集 1 アガサ・クリスティー』）、1972年2月
  - 『そして誰もいなくなった』、清水俊二=訳、早川書房（ハヤカワ・ミステリ文庫 1-1）、1976年4月、ISBN 4-15-070001-X
  - 『そして誰もいなくなった』、清水俊二=訳、早川書房（ハヤカワ文庫クリスティー文庫 80）、2003年10月、ISBN 4-15-130080-5
  - 『そして誰もいなくなった』、青木久恵=訳、（イラスト）水戸部功、早川書房（クリスティー・ジュニア・ミステリ 1）、2007年12月、ISBN 9784152088819
  - 『そして誰もいなくなった』、青木久恵=訳、早川書房（ハヤカワ文庫クリスティー文庫 80）、2010年11月、ISBN 9784151310805
  - 『そして誰もいなくなった』、青木久恵=訳、（イラスト）くろでこ、（イラスト編集）サイドランチ、早川書房（ハヤカワ・ジュニア・ミステリ 2）、2020年3月、ISBN 9784152099228
- 戯曲版
  - 『そして誰もいなくなった』、福田逸=訳、新水社、1984年1月刊。新版2000年9月、ISBN 4883850161。
  - 「そして誰もいなくなった」、麻田実=訳、早川書房（『ハヤカワ・ミステリマガジン』）、1990年10月号
  - 「そして誰もいなくなった」、麻田実=訳、早川書房（『ハヤカワ・ミステリマガジン』）、2017年3月号
  - 『十人の小さなインディアン』、渕上痩平=訳、論創社（論創海外ミステリ 210）、2018年6月、ISBN 978-4-8460-1722-4
- コミック版
  - 『そして誰もいなくなった〔コミック版〕1』二階堂彩=作画、早川書房（ハヤカワ文庫クリスティー文庫 コミック1）2025年2月26日、ISBN 978-4-15-130501-6、224ページ
  - 『そして誰もいなくなった〔コミック版〕2』二階堂彩=作画、早川書房（ハヤカワ文庫クリスティー文庫 コミック2）2025年2月26日、ISBN 978-4-15-130502-3、224ページ
  - 『そして誰もいなくなった〔コミック版〕3』二階堂彩=作画、早川書房（ハヤカワ文庫クリスティー文庫 コミック3）2025年2月26日、ISBN 978-4-15-130503-0、272ページ

## 翻案作品
ここでは作品の主要な登場人物、場所、ストーリーが原作とおおよそ同等の翻案作品を挙げる。

### 戯曲

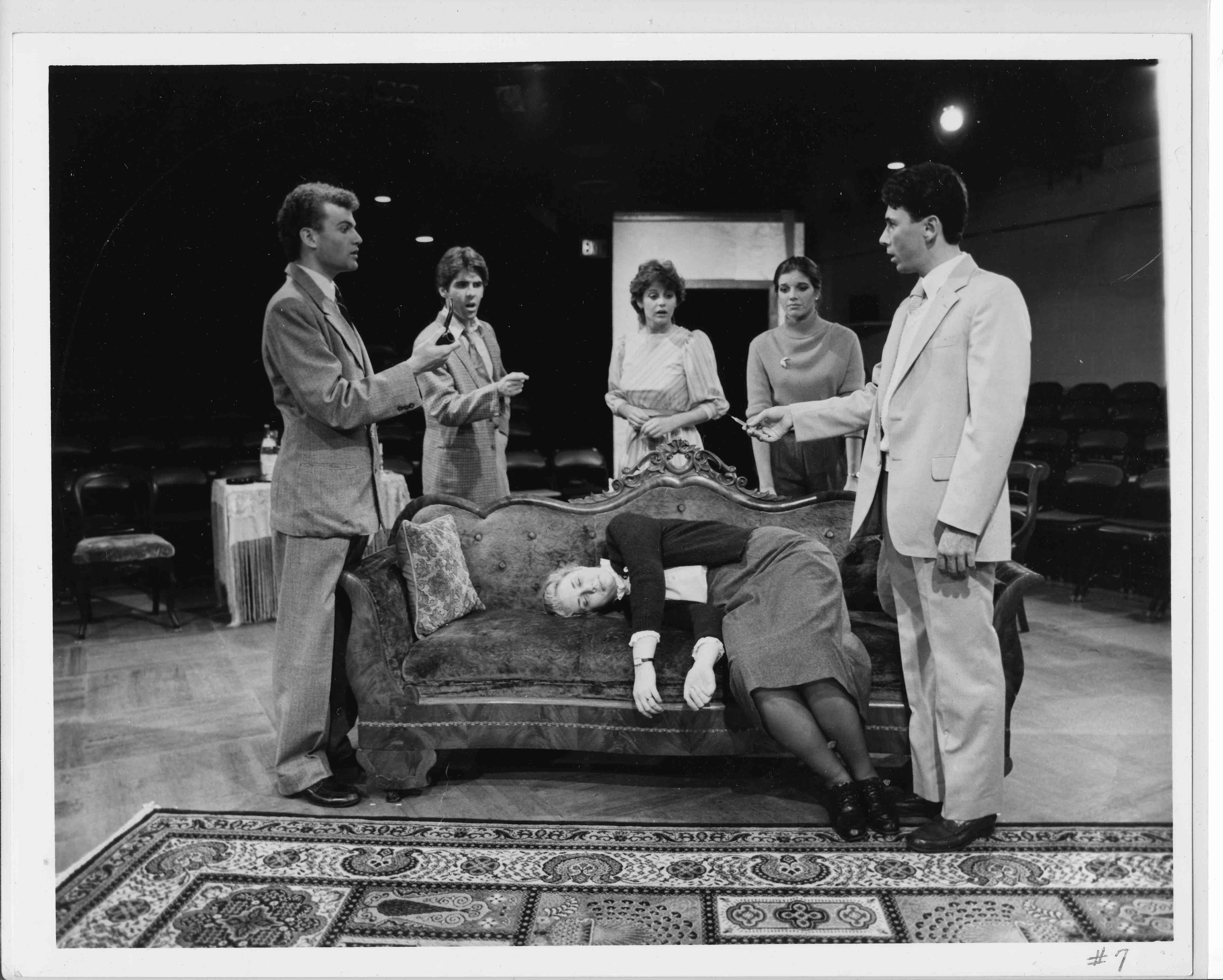
戯曲のエミリー・キャロライン・ブレントが死亡して、犯人捜しの議論している一場面

And Then There Were None
1943年にアガサ・クリスティ自身が脚本を書いたイギリスの戯曲である。原作小説とあらすじが異なり、童話の歌詞の最後の文を「He got married and then there were none」に変更して、フィリップ・ロンバードとヴェラ・エリザベス・クレイソーンの登場人物の罪状を修正した上で、2人が生き残る脚本となっている。
Ten little niggers
1944年にダンディー・レップシアターが上演した戯曲。脚本家アガサ・クリスティのクレジットを伴って、舞台ですべての登場人物が死亡する原作小説のあらすじを忠実に再現することを認められた最初の舞台・映像作品である。1965年に再演している。
And Then There Were None
2005年にケビン・エリオットが脚本を書いてギールグッド劇場で上演された戯曲である。原作小説のあらすじに沿ってすべての登場人物が死亡する脚本である。

### 映画
And Then There Were None
1945年に20世紀フォックスが制作したアメリカの映画。邦題は『そして誰もいなくなった』。アガサ・クリスティ脚本の戯曲と同じく2人の登場人物が存命する脚本となっている。DVDが発売されている。
Ten Little Indians
1965年のイギリスの映画である。邦題は『姿なき殺人者』。主演：ヒュー・オブライエン、シャーリー・イートン。舞台をロープウェイでしかたどり着けない山小屋に設定している。製作・脚本はハリー・アラン・タワーズ。DVDが発売されている。
And Then There Were None
1974年にイタリア、フランス、スペイン、西ドイツの合作で制作された映画。邦題は『そして誰もいなくなった』。舞台をイランの砂漠に設定している。製作・脚本はハリー・アラン・タワーズ。
Десять негритят
1987年にオデッサ映画撮影所が制作したソビエト連邦の映画。脚本は原作小説の初期版にほぼ準拠している。
Ten Little Indians
1989年に制作されたイギリスの映画である。邦題は『アガサ・クリスティー/サファリ殺人事件』。舞台をアフリカの村に設定している。製作はハリー・アラン・タワーズ。

### ラジオドラマ
Ten Little Niggers
1947年にエイトン・ウィテイカーが脚本を書いたラジオドラマ。12月27日にBBC Home ServiceのMonday Matineeで放送された他、12月29日にBBC Light ProgrammeのSaturday Night Theatreでも放送された。

### 各国のテレビドラマ
Ten Little Niggers
1949年にBBC系で放送されたイギリスのテレビドラマ。
Ten Little Niggers
1959年にITV系で放送されたイギリスのテレビドラマ。
Ten Little Indians
1959年にNBC系で放送されたアメリカのテレビドラマ。
Zehn kleine Negerlein
1969年にZDF系で放送された西ドイツのテレビドラマ。
Achra Abid Zghar
1974年にTL系で放送されたレバノンのテレビドラマ。
Achra Abid Zghar
2014年にMTV系で放送されたレバノンのテレビドラマ。
And Then There Were None
2015年にBBC One系で放送されたイギリスのテレビドラマ。アガサ・クリスティ誕生125周年を記念して製作された。
Ils étaient dix
2020年に全6話で放送されたフランスの連続テレビドラマ。舞台を現代のカリブ海にある孤島とするなどアレンジされているが、基本となるプロットは踏襲されている。日本では『そして誰もいなくなった フランス版』のタイトルでテレビ放映されている。

### テレビ朝日版
テレビ朝日系列にて2017年3月25日21時 - 23時6分、26日21時 - 23時10分に『二夜連続ドラマスペシャル アガサ・クリスティ そして誰もいなくなった』のタイトルで放送された。視聴率は、第一夜15.7パーセント、第二夜13.1パーセントと2夜連続で高視聴率を記録した（ビデオリサーチ調べ、関東地区・世帯・リアルタイム）。2018年10月8日19時 - 23時20分にBS朝日で再放送された。
本ドラマで登場した相国寺竜也などのキャラクターは、同じくアガサ・クリスティ原作ドラマの『アガサ・クリスティ 二夜連続ドラマスペシャル パディントン発4時50分〜寝台特急殺人事件〜』（2018年3月24日）と『アガサ・クリスティ 二夜連続ドラマスペシャル 大女優殺人事件〜鏡は横にひび割れて〜』（2018年3月25日)、『ドラマスペシャル アガサ・クリスティ 予告殺人』（2019年4月14日）にも登場する。
本作では、舞台を日本の絶海の孤島に移し、登場人物もすべて日本人に変更されている。また、年代設定も現代とし、原作にはない盗撮用の小型ビデオカメラ、新聞を届けるドローン、犯行を告白するSDメモリーカードといったアイテムが登場している。

#### キャスト

##### 「自然の島ホテル」滞在者
白峰涼（しらみね りょう）
演 - 仲間由紀恵
「自然の島ホテル」6号室の宿泊客。
家庭教師。元水泳選手で世界水泳金メダリスト。5年前に心臓に持病のある教え子から目を離し、プールで溺死させた。
原作のヴェラ・エリザベス・クレイソーンに相当。
五明卓（ごみょう たく）
演 - 向井理
「自然の島ホテル」8号室の宿泊客。
新鋭ミステリー作家。元アマチュアボクサー。5年前にあるサラリーマンを暴漢と勘違いし、誤って殴り殺した。
原作のアンソニー・ジェームズ・マーストンに相当。
星空綾子（ほしぞら あやこ）
演 - 大地真央
「自然の島ホテル」1号室の宿泊客。
女優。8年前、お手伝いの女性に残酷な仕打ちを行い、死に追いやった。
原作のエミリー・キャロライン・ブレントに相当。
ケン石動（ケン いしるぎ）
演 - 柳葉敏郎
「自然の島ホテル」7号室の宿泊客。
軍事評論家。元傭兵。13年前、東ヨーロッパにあるボスゴナで味方の兵士5名を見殺しにした。
原作のフィリップ・ロンバードに相当。
翠川つね美（みどりかわ つねみ）
演 - 藤真利子
「自然の島ホテル」使用人兼料理人。翠川の妻。10年前、夫と共謀して当時の雇い主を殺害した。
原作のエセル・ロジャースに相当。
久間部堅吉（くまべ けんきち）
演 - 國村隼
「自然の島ホテル」3号室の宿泊客。
イーグルリサーチ 調査員。元警視庁捜査一課刑事。偽名「橋元陽二」。11年前、妻に暴力を振るう男が強盗殺人で有罪になるよう偽証を行った。
原作のウィリアム・ヘンリー・ブロアに相当。
神波江利香（こうなみ えりか）
演 - 余貴美子
「自然の島ホテル」2号室の宿泊客。
東京中央救急センター 外科部長。16年前、酔ったまま手術を行い患者を死亡させた。
原作のエドワード・ジョージ・アームストロングに相当。
翠川信夫（みどりかわ しのぶ）
演 - 橋爪功
「自然の島ホテル」執事。10年前、当時の雇い主を殺害した。
原作のトマス・ロジャースに相当。
門殿宣明（もんでん せんめい）
演 - 津川雅彦
「自然の島ホテル」5号室の宿泊客。
元国会議員。15年前、妻の不倫相手だった秘書をテロの危険がある場所へ向かわせ、死に追いやった。
原作のジョン・ゴードン・マッカーサーに相当。
磐村兵庫（いわむら ひょうご）
演 - 渡瀬恒彦
「自然の島ホテル」9号室の宿泊客。
元東京地方裁判所裁判長。7年前、担当裁判の被告人に私情から死刑判決を下した。
原作のローレンス・ジョン・ウォーグレイヴに相当。

##### 警察関係者
相国寺竜也（しょうこくじ りゅうや）
演 - 沢村一樹
警視庁捜査一課警部。事件発生後の兵隊島に乗り込んできた警察の捜査陣の現場指揮官。どんな些細な証拠も決して見逃さない観察眼の持ち主だが、常人離れした性格や話し方で多々良をはじめとする捜査陣を振り回す。
原作のトマス・レッグ卿の役割を担っているが、彼と比べて事件の真相を自ら解明する場面が多く、犯人の独自の正義感を含めた動機を全て知った上で否定する、ある意味模範的な警察官らしい正義感の持ち主である。
多々良伴平（たたら ばんぺい）
演 - 荒川良々
八丈島東署捜査課警部補。事件現場の兵隊島が八丈島東署の管轄である関係で、相国寺率いる捜査陣に加わる。ネズミが大の苦手。
佐賀加奈
演 - 夏菜
八丈島東署捜査課刑事。
伊笠伸弥
演 - 粟島瑞丸
八丈島東署捜査課刑事。

##### 「自然の島ホテル」滞在者が関わって死亡した人々
長谷部継介
演 - 斉藤陽一郎
15年前、死亡。門殿宣明の元公設第一秘書。門殿詩織の不倫相手。
黒丸丈二
演 - 小沢和義
11年前、獄中死。久間部堅吉の証言が決め手となって有罪判決を受けた強盗殺人犯。
町田しげ
演 - 山村崇子
16年前、死亡。神波江利香が手術した元患者。
武藤昇三
演 - 稲荷卓央
7年前、死亡。磐村兵庫が死刑判決を下した強盗殺人の被告人。
春日七七子
演 - 石崎なつみ
8年前、死亡。星空綾子の元お手伝い。
小早川暁子
演 - 新海百合子
10年前、死亡。翠川夫妻の元雇い主。
菱井草太
演 - 宮崎順之介
5年前、溺死。白峰涼の元教え子。心臓に持病を抱えていた。

##### その他
浜田茂兵衛
演 - でんでん
「自然の島ホテル」のチャーター船「AGASA」の船長。
原作のフレッド・ナラカットに相当（アイザック・モリスの役割も一部担当している）。
香月新介
演 - 髙橋洋
白峰涼の恋人。菱井草太の従兄弟。絵描き。
新城岳志
演 - 河西健司
武藤昇三の弁護人。
黒丸みゆき
演 - 嘉門洋子
黒丸丈二の妻。黒丸からDVを受けていた。
門殿詩織
演 - 赤間麻里子
門殿宣明の妻。長谷部継介が死亡した翌年に病死。
男の声
声 - 相沢まさき
手動式の蓄音機のレコードから流れた声。10人の罪状を告発。

#### スタッフ
- 原作 - アガサ・クリスティ 『そして誰もいなくなった』
- ナレーション ‐ 石坂浩二
- 脚本 - 長坂秀佳
- 監督 - 和泉聖治
- 音楽 - 吉川清之
- ロケ協力 - 古我邸・高崎フィルムコミッション・湘南藤沢フィルムコミッション・横浜市大倉山記念館・三菱一号館美術館cafe1894・東洋熱工業
- スタント - 佐々木修平
- 技術協力 - アップサイド・サウンドライズ
- VFX - テレビ朝日クリエイト
- CG協力 - クロフネプロダクト、イマージュ、コーンフレークス、スパイロ
- 美術協力 - 日本テレビアート
- 音響効果 - スポット
- ポスプロ - アムレック・城西/日活ポストプロダクションセンター
- スタジオ - 日活撮影所
- チーフプロデューサー - 五十嵐文郎（テレビ朝日）
- プロデューサー - 藤本一彦（テレビ朝日）・下山潤（ジャンゴフィルム）・吉田憲一（ジャンゴフィルム）・三宅はるえ（ジャンゴフィルム）
- 原作ライセンス - Agatha Christie Limited
  - 日本国内エージェント - 甲斐美代子 (Timo Associates, Inc.)
- 制作協力 - ジャンゴフィルム
- 制作著作 - テレビ朝日

#### 原作との相違点
- 舞台は八丈島沖に浮かぶ「兵隊島」の「自然の島ホテル」となり、童謡の歌詞もストーリーに合わせたものに変更されている。
- 登場人物および舞台は現代日本に置き換えられており、一部の人物の職業や過去に犯した「殺人」の方法、動機が変更されている。
- 「自然回帰」というホテルのルールとして、宿泊客のスマートフォンやタブレット等の電子機器は没収され金庫に保管されており、これらのバッテリーが何者かに抜き去られていたことが発覚するという形で島が孤立する。
- 招待主の名前のアナグラムは、招待主の「七尾審（ななおしん）」と代理人の「伊井弁吾（いいべんご）」の名前を合わせて組み替えると「名無しの権兵衛」になるというもの。
- 警察が事件の概要を把握した手段を、犠牲者たちの手記等から、各所に仕掛けられていた隠しカメラの映像に変更。
- 原作では真犯人の告白書が偶然発見されたことにより真相が明らかになるのに対し、本ドラマでは相国寺警部の推理と捜査により真犯人の最期の様子と動機を告白するメッセージを録画した最後のメモリーカードの在り処が突き止められている。
- 真犯人は、10人目の死後も生存者がいた痕跡を残す、ホテル内にメッセージを隠すという先端機器を抜きにしても原作より自己顕示欲の強い性格とされた一方、他の登場人物の「殺人」に図らずも加担してしまったことから自身をも10人の犯罪者に数えている。
- 原作のアイザック・モリスに相当する人物について、ドラマでは真犯人の手で兵隊島に一同を集める工作が済んだ後で、なおかつ島に集まる前の時点で殺害され、真犯人宅の敷地内に死体を埋められたと真犯人が告白している。

### ビデオゲーム
Agatha Christie: And Then There Were None
2005年にThe Adventure Companyが作成したWindows用のアドベンチャーゲーム。プレイヤーはフレッド・ナラカットの兄弟という設定の「パトリック・ナラカット」を操作して証拠を集める。集めた証拠などに応じて4種類のエンディングが用意されている。

## 影響を受けた作品
本作に影響を受けた主な作品を、以下に年代順に記述する。
『獄門島』（横溝正史、1948年）
獄門島で起きた俳句の見立てによる3姉妹連続殺人の謎を金田一耕助が解き明かす。
『僧正殺人事件』（S・S・ヴァン・ダイン、1929年）や本作のような童謡殺人の作品を書きたいと思っていた作者が、童謡の替わりに俳句を用いて執筆した作品。
『ダブル・ダブル』（エラリイ・クイーン、1950年）
ライツヴィルで「金持、貧乏人、乞食に泥棒、お医者に弁護士、商人、かしら（チーフ）」とマザー・グースの唄の順に発生した連続殺人の謎を、探偵・エラリイ・クイーンが解き明かす。
作者は1930年代後半に童謡殺人をテーマとした長編作品の構想を描いたが、たまたま本作と同じプロットであったため執筆を中断せざるを得なくなった。その後、複数のマザー・グースを扱った『靴に棲む老婆』（1943年）を執筆した後、ようやくこの作品で本作同様1つの童謡の歌詞の順に起きる連続殺人の作品を執筆するに至った。
『悪魔の手毬唄』（横溝正史、1959年）
鬼首村で手毬唄の順に起きた連続殺人の謎を金田一耕助が解き明かす。
童謡殺人という点で『獄門島』ではまだ物足りなさを感じていた作者が、深沢七郎の『楢山節考』を読んで童謡の創作を思いつき、手毬唄を創作して執筆した作品。
『殺しの双曲線』（西村京太郎、1971年）
都内で双生児による連続強盗が頻発する一方、ホテル「観雪荘」の主人から招待された6人の見知らぬ男女が積雪に閉ざされた中、順に殺されていく。そして1人殺されるごとにボウリングのピンが減っていく。
作品中で登場人物に何度も『そして誰もいなくなった』と状況が似ていることが語られている。
『一、二、三 - 死』（高木彬光、1973年）
登場人物の1人にドイツ語で “EIN,TWEI,DREI - TOD” （一、二、三 - 死）と記された手紙が届けられ、それを機に「鬼の数え歌」の歌詞の順に起きた連続殺人の謎を、謎の名探偵・墨野隴人（すみのろうじん）が解き明かす。
作品中で、童謡殺人を扱った推理作品の例として『僧正殺人事件』と本作が挙げられている。
『「そして誰もいなくなった」殺人事件』（イヴ・ジャックマール&ジャン・ミシェル・セネカル、1977年）
「そして誰もいなくなった」の舞台を上演中のパリのジェラール座で、遅れて楽屋に入った主人公以外の役者9人全員と、もう1人正体不明の人物が殺されていた。
『うる星やつら』TVシリーズ 「そして誰もいなくなったっちゃ!?」（原作 高橋留美子 / 監督 押井守 / 脚本 伊藤和典 / 演出 西村純二、1983年）
無人島にメンバー一同が何者かに招待された。しかし、マザーグースのクックロビンに見立てて次々とメンバーが殺されていき、とうとう主人公のあたる以外全員殺されてしまう。
『十角館の殺人』（綾辻行人、1987年）
お互いを「エラリイ」「アガサ」「カー」など有名推理作家の名前で呼び合う推理小説研究会の一行7人が角島と呼ばれる孤島を訪れ、島の唯一の建物「十角館」で次々と殺されていく。
作品中で登場人物たちにより何度も『そして誰もいなくなった』が例えとして挙げられている（というより、全体的に流れをそのまま踏襲している）ほか、研究会の会誌のタイトルが本作の初訳題である『死人島』であったり、「MOTHER GOOSE」という喫茶店での会話場面があったりする。
『そして誰かいなくなった』（夏樹静子、1988年）
沖縄を目指す豪華クルーザーのインディアナ号に正体不明のオーナーから招待された5人の見知らぬ男女が、2人のクルーとともに謎のテープにより告発され1人ずつ殺されていく。そしてそのたびに、彼らの干支の置物が消えていく。
最後の1人となった主人公のために本作同様、首吊りロープが用意される。
『そして誰もいなくなる』（今邑彩、1993年）
女子高の七夕祭で、演劇部による舞台劇「そして誰もいなくなった」が上演された。しかし、舞台上でアンソニー役の生徒が本当に毒で死んでしまう。劇は即刻中止となったが、その後も劇のあらすじに見立てたかのような死が連続する。
『探偵学園Q』（天樹征丸・さとうふみや、2001年）
「切り裂き島の惨劇」において、ウォーグレイヴの肖像画が切断された死体と同様に切り裂かれる。
『キャットルーキー』（丹羽啓介、2002年）
｢10匹の黒猫の子供の唄｣において、『そして誰もいなくなった』の物語通りに試合中、レギュラー選手たちが奇怪なケガやアクシデントに見舞われていく。また、登場人物の一人がこの作品について供述している。
『うみねこのなく頃に』（07th Expansion、2007年）
同人パソコンゲーム。本格ミステリではなく、本格ミステリの皮を被ったファンタジー推理作品である。『そして誰もいなくなった』のストーリーを下敷きにしながら、「嵐の孤島」「遺産を巡る争い」「洋館」「連続殺人」「予告状」「肖像画の碑文」「謎の怪人物」「不可解な怪現象」など、典型的なクローズド・サークルものの本格推理小説のオマージュが多数盛り込まれている。
『インシテミル』（米澤穂信、2007年）
「ある人文科学的実験の被験者」として、高額な報酬により「暗鬼館」に集められた年齢・性別が様々な男女12人は、より多くの報酬を巡って参加者同士が殺し合うよう仕向けられ、連続して殺人が発生する。
ラウンジのテーブルに飾られている「ネイティブアメリカン人形」のことを、「『そして誰もいなくなった』を象徴する」と登場人物により説明されているほか、「クローズドサークルは全滅アリ」との会話場面があったりする。
『魔眼の匣の殺人』（今村昌弘、2019年）
真雁の里、通称「魔眼の匣」に集まった年齢・性別が様々な男女11人に対し、「あと二日のうちに、この地で男女が二人ずつ、四人死ぬ」という予言が下され、予言通りに一人ずつ死んでいく。
「魔眼の匣」の建物の受付窓に飾られているフェルト人形が、死者が出るたびに一体ずつ減るという状況が『そして誰もいなくなった』と同じだと登場人物により説明されている。

## 関連書籍
- 『本棚のスフィンクス 掟やぶりのミステリ・エッセイ』直井明、論創社、ISBN 978-4846007294 - 本作のプロットについて、詳細に分析した文章が収録されている。